# Hanesbrands
Hanesbrands Inc. er en amerikansk multinational tøjkoncern med hovedkvarter i Winston-Salem i North Carolina.
Hanesbrands ejer flere tøjmærker, hvilket inkluderer Hanes, Champion, Playtex, Bali, L'eggs, Just My Size, Barely There, Wonderbra, Maidenform, Berlei og Bonds.
De har 252 outlet-butikker.[kilde mangler]